# Séisme de 2017 à Kermanchah
Ne doit pas être confondu avec Séisme de 2017 à Kerman.
Le séisme de 2017 à Kermanchah est un séisme qui s'est produit en Iran et en Irak le 12 novembre 2017. D'une magnitude de 7,3, il fait plusieurs centaines de morts, plusieurs milliers de blessés et de nombreuses destructions, laissant une grande partie de la population des zones touchées sans-abris au début de l'hiver, généralement rude dans ces régions montagneuses.

## Caractéristiques
Le 12 novembre à 18 h 18 UTC (21 h 48 UTC+3:30 en Iran, 21 h 18 UTC+3 en Irak), un séisme d'une magnitude de 7,3 se produit à la frontière irano-irakienne. L'épicentre se trouve en Iran, dans la province de Kermanchah, à environ 32 kilomètres au sud-sud-ouest de la ville de Halabja située elle au Kurdistan irakien. La secousse principale est suivie par une centaine de répliques, les plus fortes atteignant une magnitude de 4,7.
Le séisme est ressenti à travers tout l'Irak et l'Iran et dans des pays aussi éloignés que les Émirats arabes unis, la Turquie et Israël.

## Conséquences
Les nombreuses destructions de bâtiments et d'infrastructures indiquent une intensité maximale de VIII.
Au moins 630 personnes sont tuées, 620 en Iran et 10 en Irak, et plus de 8 500 blessées sont comptabilisés,. La ville de Sarpol-e Zahab, proche de l'épicentre, est la plus durement touchée,,. 70 000 personnes se retrouvent sans-abri à la suite du séisme dans la seule province de Kermanchah. 

## Galerie

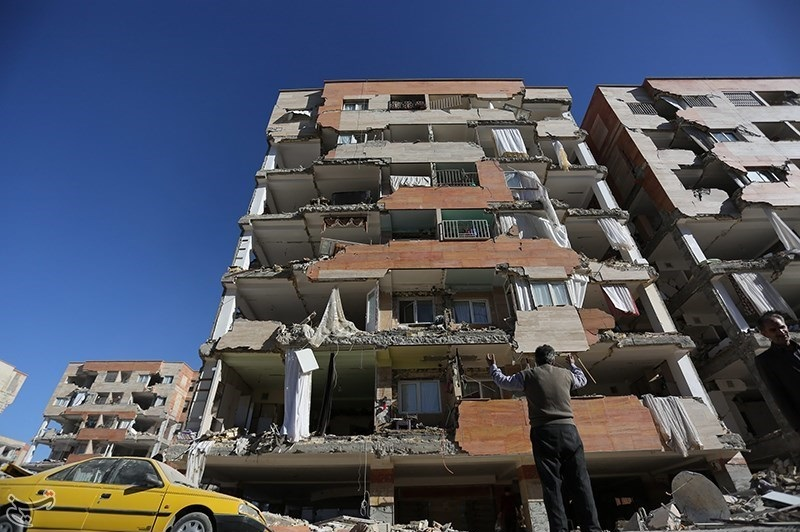
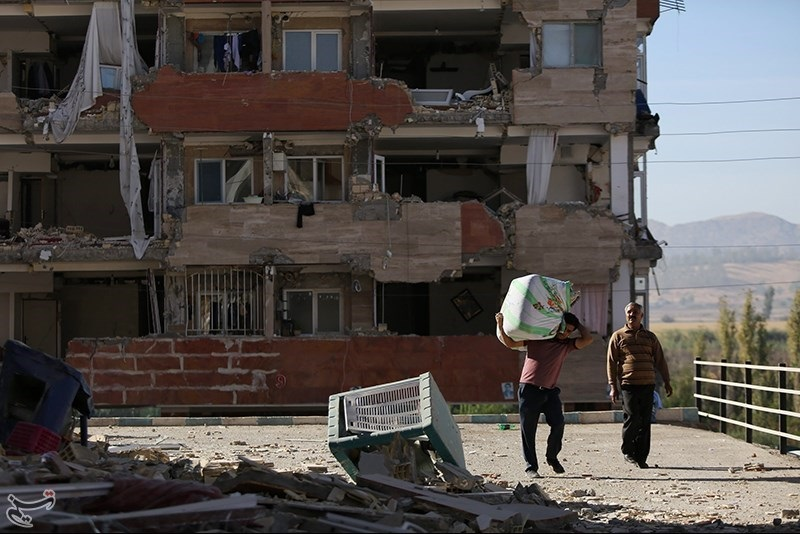
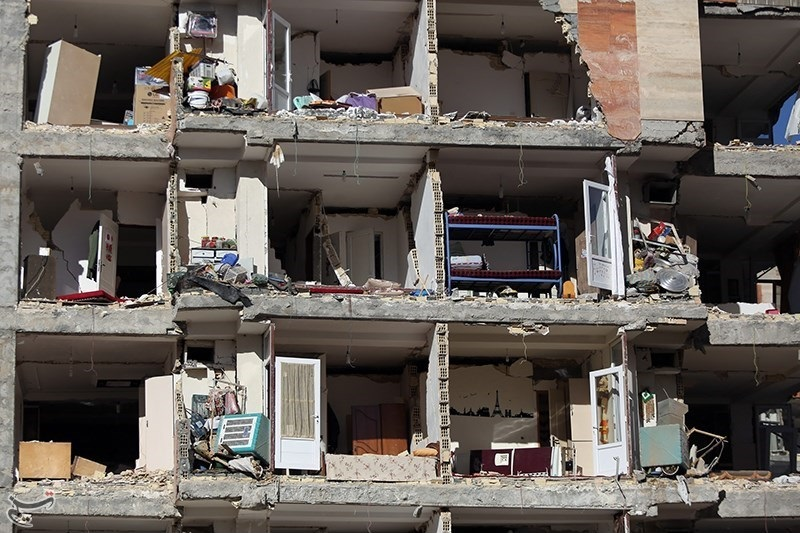
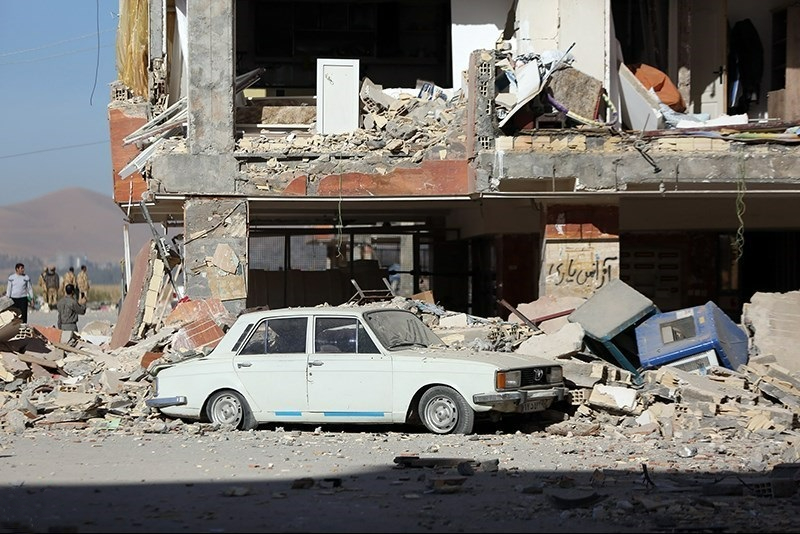
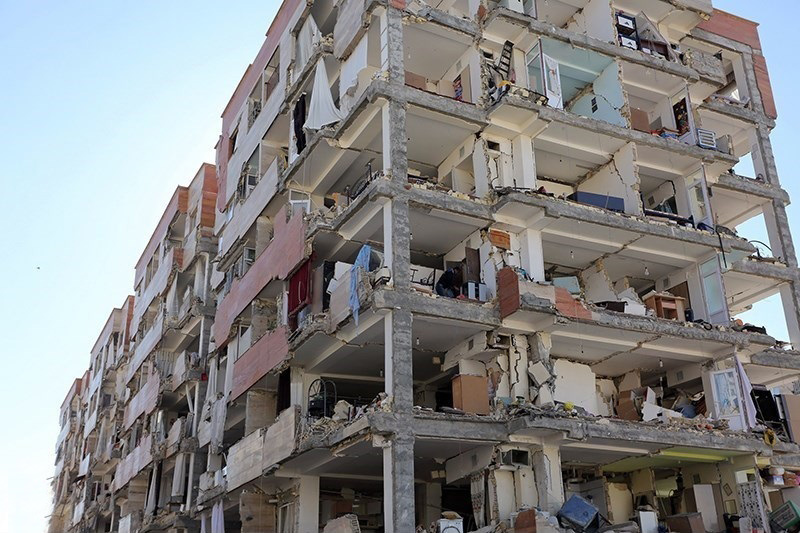
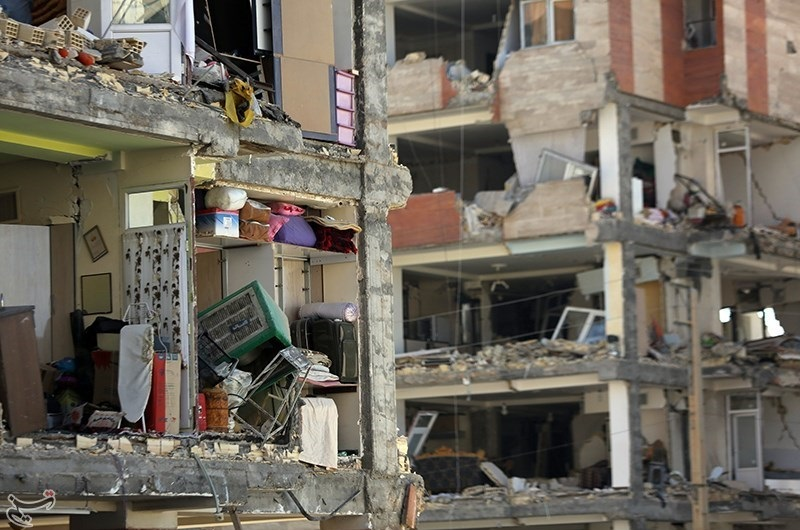
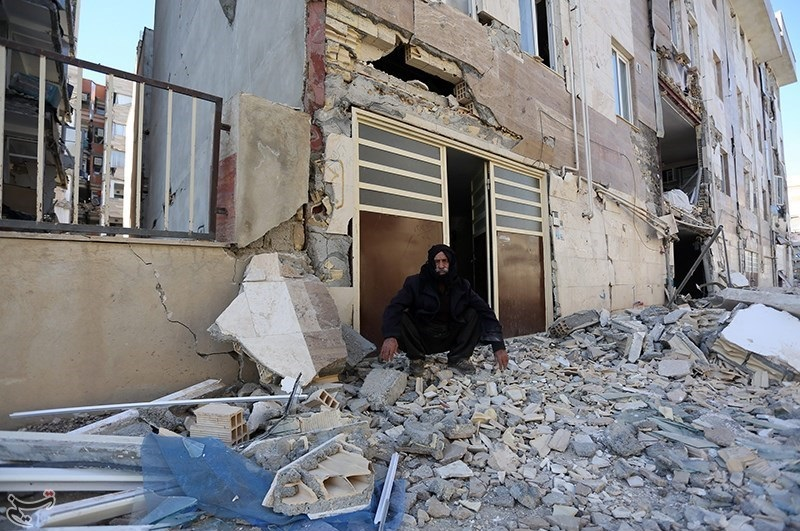